# Златоструй
Златоструй — найдавніша «книга» древньої Болгарії, що містить у собі (у найповнішій редакції) 136 статей, вибраних з творінь Івана Золотоустого.
Златоструй складений в Болгарії, за царя Симеона I (в IX столітті), але досі невідомо чи за грецьким оригіналом чи з готових слов'янських перекладів з нього, а сам переклад зроблений чи саме Симеоном, чи сучасним Симеона Іоанном екзархом, чи то невідомою особою, або, нарешті, цілою корпорацією перекладачів.
У виборі статей у Златоструя видно пристосування його до потреб часу (слова про священство внесені, мабуть, у вигляді полеміки проти богомілів). У Златоструя знаходиться відоме знамените «слово про злих жінок і самовладних, і язичних, і богобойних», що дало матеріал для зображення жінки в «плачі Данила Заточника» в вплинула на освіту ідей про жінку, що розвиваються в «Домострої».
Златоструй не призначався для читання в храмах при богослужінні, а лише для домашнього вжитку, тому розмішене в ньому вчення про злих жінок не повинно вважатися вченням давньоруської церкви. Найдавніший список Златоструя (XII століття) з цінною лінгвістичною пам'яткою; над його філологічним дослідженням трудилися Палаузов, Гільфердінг, Ягич, Срезневський, Калайдовіч, Строєв та інші. Спеціальна монографія про нього — професора Малініна (в додатку до «Трудів Київської Духовної Академії», 1880).